# Campanha das Ilhas do Almirantado
A Campanha das Ilhas do Almirantado (Operação Brewer) foi uma série de batalhas na Campanha da Nova Guiné na Segunda Guerra Mundial em que a  1ª Divisão de Cavalaria do Exército dos Estados Unidos ocuparam as Ilhas do Almirantado, então possessão  japonesa.
Baseando em relatórios de aviadores que diziam não haver sinais de atividade inimiga e que as ilhas pudessem ter sido evacuadas, o General Douglas MacArthur acelerou seu calendário para ocupar as Ilhas do Almirantado e ordenou um reconhecimento imediato. A campanha começou em 29 de fevereiro de 1944 quando uma força desembarcou na Ilha de Los Negros, a terceira maior ilha do arquipélago. Usando uma pequena praia isolada, onde os japoneses não previram o assalto, a força conseguiu ataques rápidos e de surpresa, mas as ilhas se mostraram estar longe de desocupadas.
No final, supremacia aérea e controle marítimo permitiram aos Aliados reforçar fortemente a sua posição na Ilha de Los Negros. A 1ª Divisão de Cavalaria pode, então, invadir as ilhas. A campanha terminou oficialmente em 18 de  Maio de 1944. A vitória dos Aliados completou o isolamento da base japonesa em Rabaul, que era o objetivo final das campanhas aliadas de 1942 e 1943. Após o término, foi desenvolvida nas Ilhas do Almirantado uma das principais bases aéreas e navais dos aliados, se tornando um importante ponto de partida para as campanhas de 1944, no Pacífico.

## Cenário

### Geografia

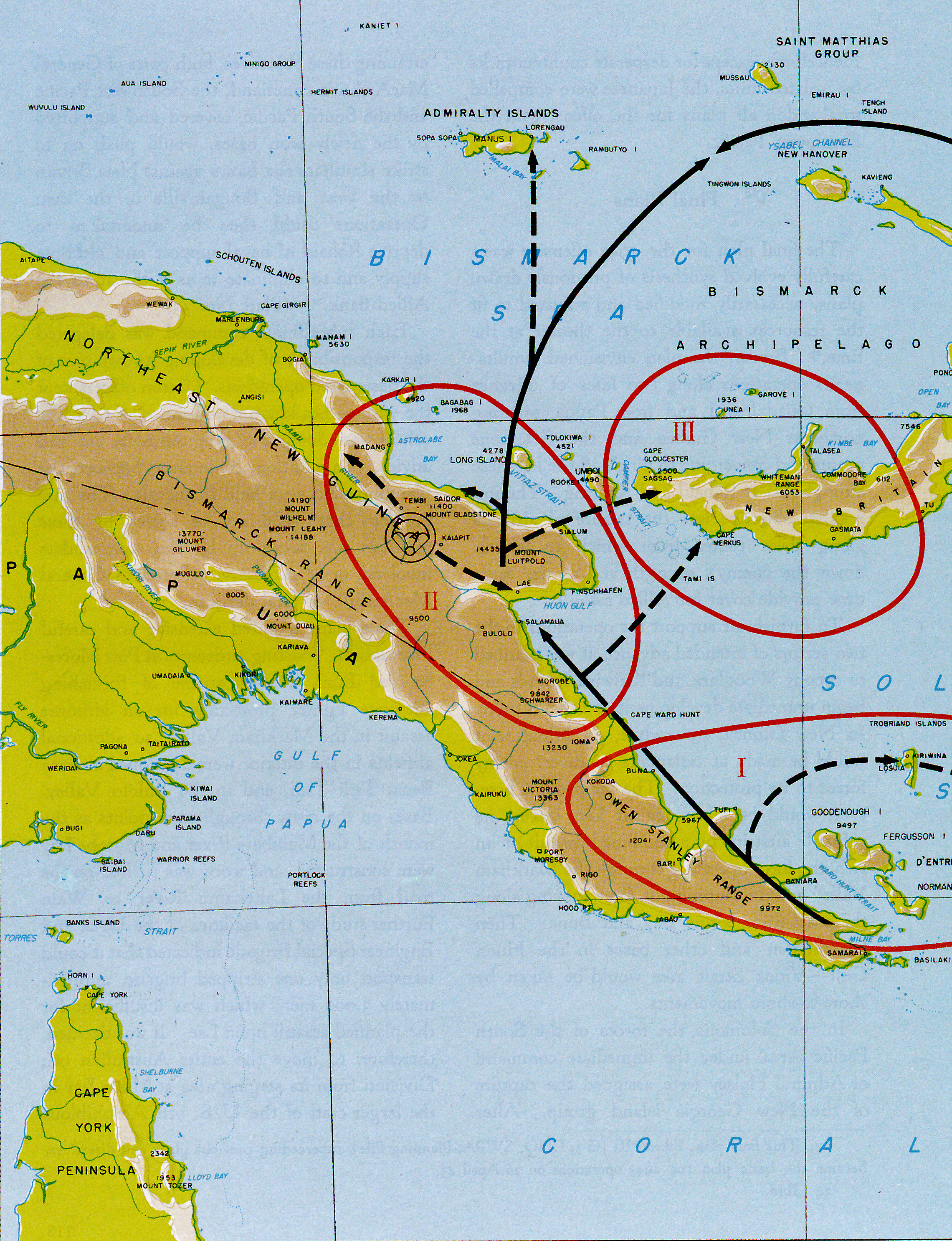
Plano Elkton III, Março de 1943. As Ilhas do Almirantado estão no centro, no topo do mapa.

As Ilhas do Almirantado se localizam a 320 km ao nordeste de Nova Guiné, 580 km a oeste de Rabaul, e apenas dois graus ao sul da linha do Equador . O clima é tropical, com temperaturas constantemente altas, alta umidade e uma precipitação anual de 3,900 mm. De dezembro a maio é a estação da monção noroeste, com ventos habituais daquele local.
A maior ilha do grupo é a Ilha Manus, com comprimento de aproximadamente 79 km de leste a oeste e largura de 26 km de norte a sul. O interior da Ilha é montanhoso, com picos que superam 910 m, cobertos com densa floresta tropical. Ao longo de sua costa inexplorada, existem inúmeros recifes e a vegetação nativa consistia particularmente de mangues. A ilha contém dois portos importantes para a região, Papitai na costa oeste, que se conecta ao Porto Seeadler, e Hyane na costa leste. Los Negros é separada de Manus por um estreito cordão de areia com 46 m de largura, conhecido como Passagem de Loniu, onde nativos usavam canoas para se transportarem entre os dois portos. Los Negros é curvada como uma ferradura, formando um quebra-mar natural para o Porto Seeadler, que tem cerca de 32 km de comprimento de leste a oeste e 9,7 km de largura de norte a sul, com acesso marítimo de 37 m de profundidade.

### Planos dos Aliados

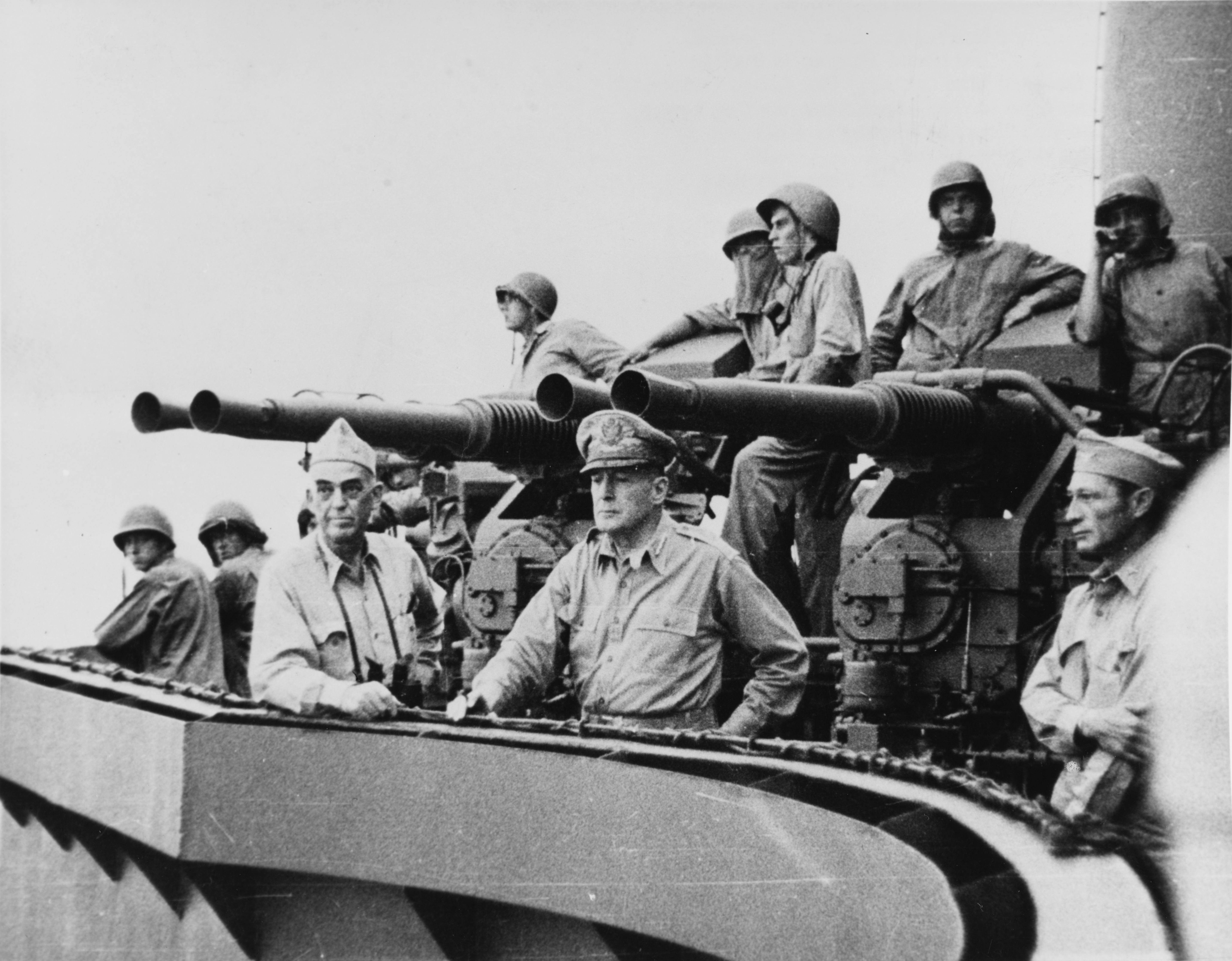
Vice-Almirante Thomas C. Kinkaid (centro-esquerda) com o General Douglas MacArthur (centro) sobre o USS Phoenix durante o bombardeio de pré-invasão da Ilha de Los Negros.

Em julho de 1942, o Estado-Maior Conjunto dos Estados Unidos aprovou uma série de operações contra o reduto japonês em Rabaul, que bloqueava qualquer avanço aliado ao longo da costa norte da Nova Guiné para as Filipinas ou para o norte em direção a principal base naval japonesa em Chuuk. Mantendo a estratégia militar chamada Europa Primeiro firmada entre os aliados, o objetivo imediato dessas operações não era a derrota do Japão, mas apenas a redução da ameaça representada pelos aviões japoneses e navios de guerra com base em Rabaul às comunicações aéreas e marítimas entre o Estados Unidos e Austrália. Por acordo entre as nações aliadas em 1942 o Teatro de Operações do Pacífico foi dividido em Área do Sudoeste do Pacífico, comandada pelo General Douglas MacArthur e Área do Oceano Pacífico, comandada pelo Almirante Chester Nimitz. Rabaul estava dentro da área de MacArthur, mas os ataques iniciais ao sul, nas Ilhas Salomão vieram sob ordens de Nimitz. A reação japonesa foi mais violenta do que o previsto e alguns meses se passaram antes que a Batalha de Guadalcanal se findasse. Enquanto isso, as forças de MacArthur (maioria australiana), lutou contra ofensivas japonesas em uma série de batalhas na Papua, como a Campanha da Trilha de Kokoda, a Batalha da Baía Milne, a Batalha de Buna-Gona e a Batalha de Wau.
Na Conferência Militar do Pacífico, em março de 1943, o Estado-Maior Conjunto dos Estados Unidos aprovou a última versão do Plano Elkton, feito pelo general MacArthur, para um avanço à Rabaul. Devido à escassez de recursos e munições, especialmente para aeronaves (bombardeiros), a fase final do plano, que era a captura de Rabaul, foi adiada até 1944. Em julho de 1943 a neutralização de Rabaul, ao contrário da ocupação proposta no plano inicial, foi considerada como uma possibiliadade, mas a Marinha ainda precisava de uma base para suas frotas. As Ilhas do Almirantado, que já eram parte do Plano Elkton III, poderiam servir a este propósito, uma vez que continham áreas planas para pistas de pouso, espaço para instalações militares, e o Porto Seeadler, que era grande o suficiente para acomodar uma força-tarefa naval. Em 6 de agosto de 1943, o Estado-Maior Conjunto aprovou um plano que solicitava somente a neutralização de Rabaul, e programou a invasão das Ilhas do Almirantado para 1 de Junho de 1944.
Ao longo de janeiro de 1944, aviões da AirSols baseados nas Ilhas Salomão e da Força Aérea Real Australiana com base em Kiriwina mantiveram os ataques aéreos contra Rabaul. Sob pressão constante e implacável, a defesa aérea japonesa começou a enfraquecer, permitindo que a aterrissagem fosse feita em 15 de Fevereiro nas Ilhas Green, na Papua-Nova Guiné, que se encontram a pouco mais de 160 km de Rabaul.